# EHMA
EHMA staat voor Electrotechnische Handels Maatschappij Amersfoort (later Electrotechnische Instrumentenfabriek en Handelmaatschappij) en werd in februari 1946 opgericht als voortzetting van het Duitse bedrijf Baugatz, dat condensatoren vervaardigde, en eind 1945 failliet werd verklaard. De EHMA was gevestigd aan de Sluisstraat 8 op het bedrijventerrein Eemkwartier. In 1948 werd het bedrijf door Philips overgenomen. Enkele jaren later ging het bedrijf over naar de hoofdindustriegroep Philips Telecommunicatie Industrie (PTI). Men produceerde nu portofoons, semafoons en mobilofoons. Er werd uitgebreid, maar al spoedig was het terrein te klein en in 1970, toen er 150 mensen werkten, werd een nieuw gebouw aan de Neonweg geopend. Het pand op de Sluisstraat werd overgenomen door Intradal, dat is ontstaan uit de Erdal fabrieken en tegenwoordig onderdeel is van Sara Lee Corporation.
De vestiging aan de Neonweg ging over naar de Philipsdochter Phonogram Records, en er werden voortaan cd's gekopieerd.